# Стриньйо
Стриньо (італ. Strigno) — колишній муніципалітет в Італії, у регіоні Трентіно-Альто-Адідже,  провінція Тренто. З 1 січня 2016 року Стриньйо є частиною новоствореного муніципалітету Кастель-Івано.
Стриньо розташоване на відстані близько 470 км на північ від Рима, 31 км на схід від Тренто.
Населення — 1451 особа (2014).
Щорічний фестиваль відбувається 8 грудня. Покровитель — Maria Immacolata.

## Демографія
Населення за роками:

Станом на 31 грудня 2014 року в муніципалітеті офіційно проживало 119 іноземців з 16 країн, серед них 34 громадяни країн Євросоюзу та 5 громадян України.

## Сусідні муніципалітети
- Б'єно
- Івано-Фрачена
- П'єве-Тезіно
- Самоне
- Скурелле
- Спера
- Вілла-Аньєдо